# Moabackens naturreservat
Moabacken är ett naturreservat i Ronneby kommun i Blekinge län.
Området är skyddat sedan 2012 och är 90 hektar stort. Det är beläget på norr om huvudorten Ronneby och på den västra sidan av orten Kallinge, rakt söder om Kallinge flygplats.

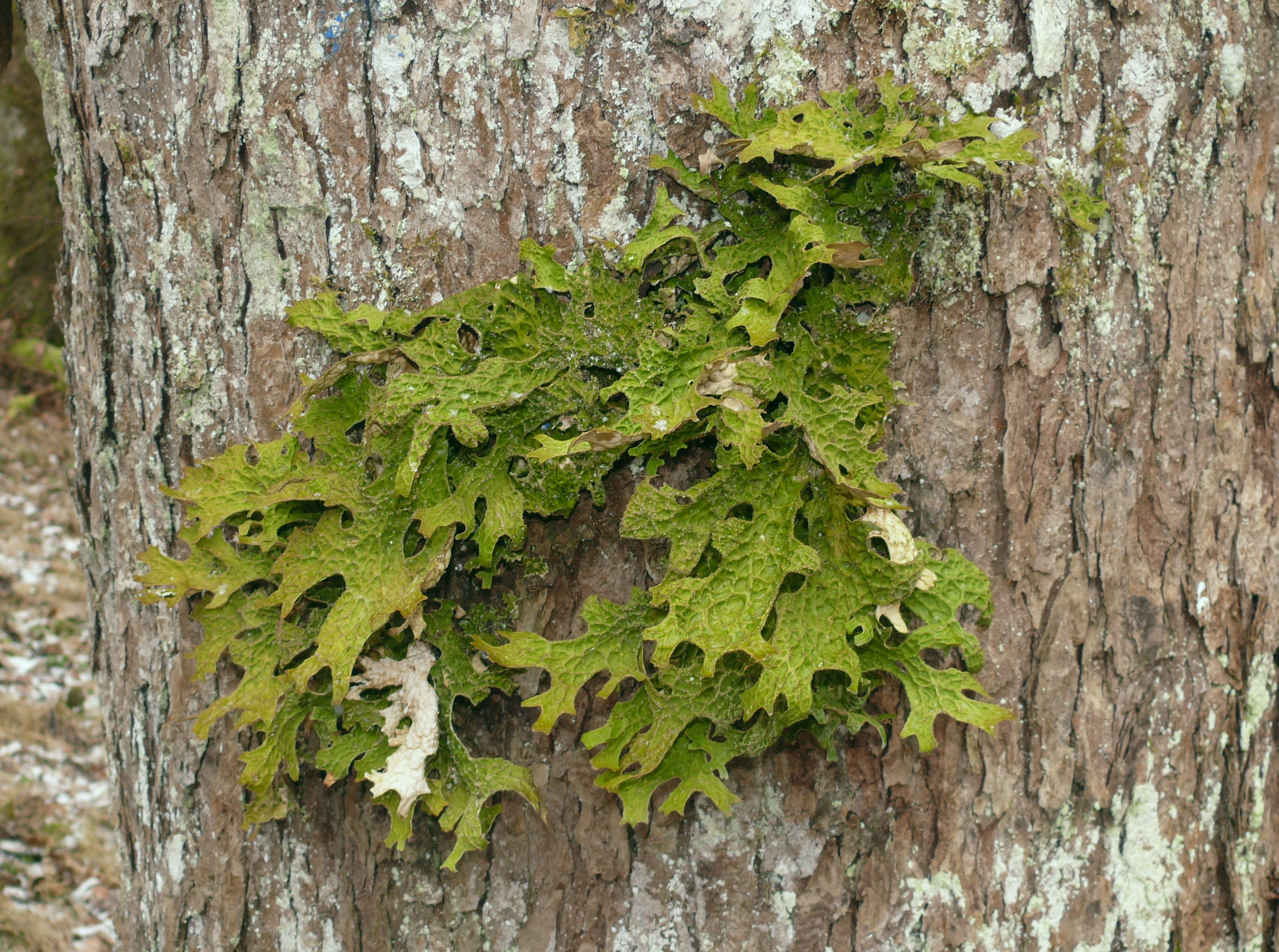
Lunglav

Naturreservatet ligger i ett sprickdalslandskap med skogklädda höjder och åkermark i dalsänkor. I de lägre delarna växer bok och avenbok, i sluttningarna ek, lind och andra ädellövträd, på höjderna tall och krokig senvuxen ek. På näringsrika jordar växer lundflora men där marken är torr och mager dominerar hedvegetation. Till lundfloran hör blåsippa, skogsbingel, lungört och tandrot medan det i hällmarkerna växer kruståtel, blåbär och ljung. Det stora inslaget av gamla träd och död ved ger förutsättningar för flera hotade lavar och mossor att leva i reservatet.